# 老挝魾
老挝魾，為輻鰭魚綱鯰形目鮡科的其中一種，為熱帶淡水魚，分布於亞洲寮國马江、朱江、越南和中國的紅河流域，體長可達100公分，棲息在底層水域，生活習性不明。